# フランソワ・ヴィリエ
フランソワ・ヴィリエ（François Villiers, 1920年3月2日 - 2009年1月29日）は、フランスの映画監督、脚本家である。レジオンドヌール勲章シュヴァリエ章の受章者である。

## 人物・来歴
1920年3月2日、フランスの首都パリに生まれる。兄は俳優のジャン＝ピエール・オーモンである。
助監督となり、第二次世界大戦中の1945年（昭和20年）7月18日に公開された、シルヴィア・バタイユ主演、ピエール・カロン監督の『彼らは五人の休暇軍人だった』等に参加する。1948年（昭和23年）、監督に昇進し、『マルセイユの一夜』でデビューする。
10年のブランクを経て1958年（昭和33年）に2作目を監督し、3作目の『河は呼んでいる』が同年の第11回カンヌ国際映画祭でパルムドールにノミネートされたが、受賞は逸した。同作は、翌1959年（昭和34年）のゴールデングローブ賞で外国語映画賞を受賞した。同年の1月、映画批評誌『カイエ・デュ・シネマ』の1月号で、のちにヌーヴェルヴァーグの旗手とされた当時批評家のジャン＝リュック・ゴダールが発表した「1958年のベストテン」で、ルキノ・ヴィスコンティ監督の『白夜』を第9位に抑えて、同作を第8位に挙げた。
1966年（昭和41年）からはテレビ映画に専念、多くのテレビシリーズを監督した。
1989年（平成元年）、23年ぶりに監督した映画『マニカの不思議な旅』が、第42回カンヌ国際映画祭で観客賞を獲得した。
2009年1月29日、パリ郊外、オー＝ド＝セーヌ県ブーローニュ＝ビヤンクールで死去した。満88歳没。

## おもなフィルモグラフィ
- 『彼らは五人の休暇軍人だった』 Ils étaient cinq permissionnaires : 監督ピエール・カロン、 1945年 - 助監督
- 『マルセイユの一夜』 Hans le marin : 1948年 - 監督
- 『河は呼んでいる』 L'Eau vive : 1958年 - 監督
- La Verte Moisson : 1959年 - 監督
- Pierrot la tendresse : 1960年 - 監督
- Le Puits aux trois vérités : 1961年 - 監督・脚本
- 『明日に太陽を』 Jusqu'au bout du monde : 1962年 - 監督・脚本
- 『マニカの不思議な旅』 Manika, une vie plus tard : 1989年 - 監督・脚本

## 註
1. ↑  Les Cahier du Cinema, Numero 91, Janvier 1959, 1959年1月号。